# 田畑修一郎
田畑 修一郎（たばた しゅういちろう、本名：田畑 修蔵（たばた しゅうぞう）、1903年（明治36年）9月2日 - 1943年（昭和18年）7月23日）は、島根県出身の作家。代表作は1933年に発表し、芥川賞候補にもなった『鳥羽家の子供』。

## 経歴
島根県美濃郡益田町（現益田市）に生まれる。3歳の時に母が病死、9歳の時に銀行支店長だった父も自殺し、旅館を営む田畑キクの養子になる。早稲田大学英文科に入学するも中退。その後、宇野浩二に師事する。また、火野葦平・寺崎浩・丹羽文雄らと「街の会」を作り、同人雑誌『街』を創刊する。
1933年に自伝的創作『鳥羽家の子供』を発表。『鳥羽家の子供』は、芥川賞の候補作となり、同じく候補作であった中山義秀の『厚物咲』と競うも落選する。
将来を望まれたが、岩手県盛岡市へ取材中の1943年7月20日に体調を崩して急性盲腸炎となり、日赤盛岡病院に入院するが、7月23日に心臓麻痺のため死去。享年41歳。戒名は文誉修道居士。墓所は小平霊園(19-8-41)。
地元益田市にある「益田市立歴史民俗資料館」に『出雲石見』の執筆原稿や初版本などの資料が展示されている。

## 著書
- 『短篇集 鳥羽家の子供』砂子屋書房、1938年6月。

収録：相似, 鳥羽家の子供, 郵便, 悪童, 五年間, ふさ江の話, 二つの部屋, 南方, 三宅島通信, 石ころ路
- 『鳥打帽』赤塚書房、1939年3月。

収録：帰化人の娘たち, 谷間地方, 大阪附近, 競馬の話, 文学的風土記, 二月の感想, 小田獄夫君のこと, 尾崎一雄覚書, 「目醒時計について」, 玉井勝則君のこと, 「善太と三平のはなし」, 芥川賞について, 芸その他, 小説雑感, 文芸時評, 文学について
- 『短篇集 乳牛』砂子屋書房、1939年8月。

収録：岩礁, 断片, 霧の中, 二枚の葉つぱ, あの路この路, 黒白, 帆柱の方, 赤松谷
- 『短篇傑作集 石ころ路』人文書院、1940年8月。

収録：岩礁, 南方, 三宅島通信, 断片, 石ころ路, 霧の中, 赤松谷, 父母系, 続狐の子
- 『小説集 狐の子』ぐろりあ・そさえて〈新ぐろりあ叢書〉、1940年11月。

収録：狐の子, 木椅子の上で, 花近く, 故事, 黄檗, 略図, わが生活, 花間, 今日まで, 続狐の子
- 『医師高間房一氏』砂子屋書房、1941年4月。NDLJP:1135395。
- 『短篇小説集 蜥蜴の歌』墨水書房、1941年10月。

収録：蜥蜴の歌, 木椅子の上で, 遠きを吹く風, 毛むじやらな手, 起伏, 二日間, あやつり人形, 桃林にて
- 『さかだち学校』中尾彰絵、偕成社、1942年7月。NDLJP:1170053。
- 『ぼくの満洲旅行記』大石哲路・山本奎二絵、児童図書出版社、1948年9月。
  - 『ぼくの満洲旅行記』大石哲路・山本奎二絵（第3版）、児童図書出版社、1943年9月。NDLJP:1873618。
- 『文学手帖』三杏書院、1943年8月。

収録：満洲紀行, 鶏と山羊, 様々な感想, 文芸時評其他
- 『出雲・石見』小山書店〈新風土記叢書 第4編〉、1943年8月。
- 『郷愁』翼賛出版協会、1944年2月。
- 『鳥羽家の子供』田畑文学を守る会〈田畑修一郎文学作品 第1集〉、1991年。
- 『ふるさと』田畑文学を守る会〈田畑修一郎文学作品 第2集〉、1992年。
- 『さかだち学校』田畑文学を守る会〈田畑修一郎文学作品 第3集〉、1993年。
- 『医師高間房一氏』田畑文学を守る会〈田畑修一郎文学作品 第4集〉、1995年。

### 全集
- 『田畑修一郎全集』 第1巻、冬夏書房、1980年8月。

収録：相似, 鳥羽家の子供, 郵便, 悪童, 五年間, ふさ江の話, 二つの部屋, 南方, 三宅島通信, 石ころ路, 岩礁, 断片, 霧の中, 二枚の葉つぱ, あの路この路, 黒白, 帆柱の方, 赤松谷, 狐の子, 木椅子の上で, 花近く, 故事, 黄檗, 略図, わが生活, 花間, 今日まで, 続狐の子, 父母系, 蜥蜴の歌, 遠きを吹く風
- 『田畑修一郎全集』 第2巻、冬夏書房、1980年8月。

収録：医師高間房一氏, 郷愁, 毛むじやらな手, 起伏, 二日間, あやつり人形, 桃林にて, 廃兵, 泥と赤土, 出雲・石見, 鳥打帽, 帰化人の娘たち, 谷間地方, 大阪附近, 競馬の話, 文学的風土記, 二月の感想, 小田岳夫君のこと, 尾崎一雄覚書, 「目醒時計」について, 玉井勝則君のこと, 善太と三平のはなし, 芥川賞について, 芸その他について, 小説雑感, 文芸時評, 文学について
- 『田畑修一郎全集』 第3巻、冬夏書房、1980年10月。

収録：さかだち学校, 文学手帖, 短編小説, 童話, 詩, 随筆, 感想, 日記, 書簡